# Acadêmicos de Praia Grande
A GRCES Acadêmicos de Praia Grande é uma escola de samba de Praia Grande, fundada em 01/05/2006, com as cores vermelho, verde e branco.
A escola, localizada na divisa entre os bairros São Jorge e Vila Antártica, disputa desde 2009 o grupo especial de escolas de samba de Praia Grande.

## Segmentos

### Presidentes
| Nome                           | Mandato        | Ref.  |
| ------------------------------ | -------------- | ----- |
| Marcos Antônio da Silva "Jabá" | ? - atualidade | [ 3 ] |

## Carnavais
| Ano  | Colocação | Grupo    | Enredo                                                                 | Carnavalesco | Intérprete | Ref   |
| ---- | --------- | -------- | ---------------------------------------------------------------------- | ------------ | ---------- | ----- |
| 2009 |           | Especial |                                                                        |              |            |       |
| 2010 | 3º lugar  | Especial | Entre Cantos e Contos Acadêmicos vem com Seus Encantos                 |              |            |       |
| 2011 |           | Especial | O Mundo Mágico de Monteiro Lobato                                      |              |            |       |
| 2015 | Campeã    | Acesso   | Ajoelhou, Tem Que Rezar. Quem não pode com mandinga, Não carrega patuá |              |            | [ 3 ] |